# Raise a Man
"Raise a Man" é uma canção da cantora e compositora estadunidense Alicia Keys, lançada em 11 de fevereiro de 2019, após sua participação como apresentadora na 61ª edição do Grammy Awards.

## Composição
Foi escrita por Keys, Larrance Dopson, The-Dream, Khirye Tyler e produzida por Keys e Larrance Dopson.

## Videoclipe
Seu videoclipe foi lançado no dia 21 de Fevereiro de 2019 em seu canal do Youtube/Vevo, foi produzido pela produtora de vídeos francesa "La Blogothèque" e dirigido por Bill Kirstein que já dirigiu e produziu videos de Beyoncé como o documentário Life Is But a Dream entre outros

## Performances ao Vivo
"Raise a Man" foi performada no iHeartRadio Music Awards em 14 de Maio de 2019. A performance ainda contou com a participação de seu filho mais velho, Egypt.

## Créditos da Canção

### Músicos
- Alicia Keys - vocais principais, vocais de apoio, piano, teclados, composição
- The Dream - vocais principais, vocais de apoio, composição
- Larrance Dopson - composição
- Khirye Tyler - composição
- Damo Farmer - baixo
- Justus West - guitarra

### Produção
- Alicia Keys - produção, produção musical
- The Dream - produção, produção musical
- Larrance Dopson - produção
- Khirye Tyler - co-produção
- Ann Micieli - engenharia, engenharia de som
- Jeremy Brown - engenharia, engenharia de som
- Chris Galland - engenharia de mixagem
- Manny Maroquin - engenharia de mixagem
- Davide Rossi - engenharia de som
- Chris Henry - assistente de engenharia
- Richard Evatt - assistente de engenharia
- Robin Florent - assistente de engenharia
- Scott Desmarais - assistente de engenharia

## Faixas e formatos
| Download Digital |               |         |  |
| N.º              | Título        | Duração |  |
| 1.               | "Raise a Man" | 6:13    |  |

## Histórico de lançamento
| País  | Data                    | Formato          | Gravadora       |
| ----- | ----------------------- | ---------------- | --------------- |
| Mundo | 11 de Fevereiro de 2019 | Download digital | Sony Music, RCA |
| Mundo | 11 de Fevereiro de 2019 | Streaming        | Sony Music, RCA |